# Glyphodes amphipeda
Glyphodes amphipeda là một loài bướm đêm trong họ Crambidae.